# Megaphobema mesomelas
Megaphobema mesomelas is een spinnensoort in de taxonomische indeling van de vogelspinnen (Theraphosidae).
Het dier behoort tot het geslacht Megaphobema. De wetenschappelijke naam van de soort werd voor het eerst geldig gepubliceerd in 1892 door Octavius Pickard-Cambridge.
De soort komt voor in Costa Rica.